# Автомагістраль А8 (Франція)
Автотраса A8, також відома як La Provençale, шосе у Франції що має 224 кілометри довжини, проходить між Екс-ан-Провансом і A7 до Лазурного берега.

## Маршрут
A8 є продовженням A7, що починається на захід від Екс-ан-Провансу в La Fare-les-Oliviers. Дорога проходить через департаменти Буш-дю-Рон, Вар і Приморські Альпи. Вона з'єднує міста Екс-ан-Прованс, Фрежюс, Сен-Рафаель, Мандельє-ла-Напуль, Канни, Антіби, Ніцца, Монако та Ментона перед перетином кордону, де він стає A10 в Італії. Він перетинає гірські хребти Сент-Бом і Мор між Екс-ан-Провансом і Фрежюсом і гірський масив де л'Естерель між Сен-Рафаелем і Каннами. Слідуючи Grande Corniche, дорога відкриває панораму моря між Ніццою та Ментоном.

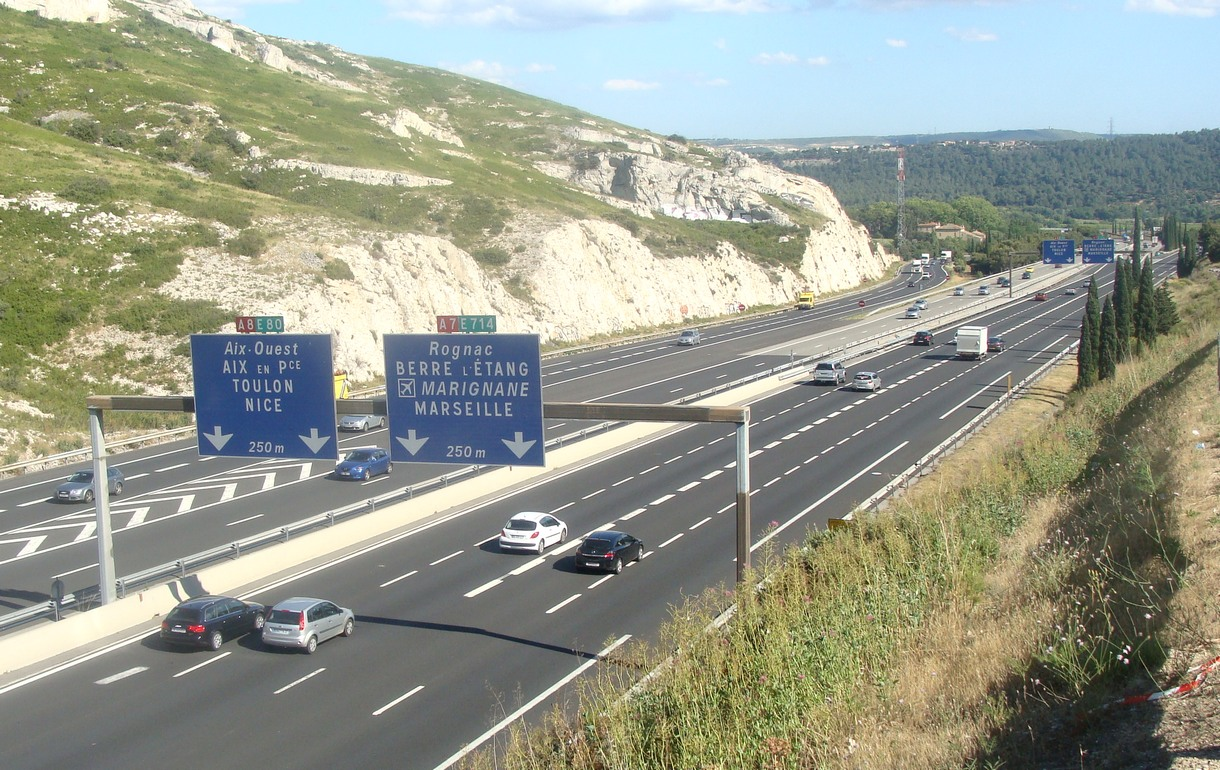
Під'їзд до розв'язки А7 на А8.

## Ємність
- 2x3 смуги від Куду (перехрестя з A7 до La Barque (перехрестя з A52).
- 2x2 смуги від La Barque до Сен-Максімен-ла-Сент-Бом (розширено до 2x3 смуг) збільшуються до 2x3 смуг у Кань-сюр-Мер.
- Смуги 2x4 від Кань-сюр-Мер до Сен-Лоран-дю-Вар (дорога входить у агломерацію Ніцци).
- 2х2 смуги на ділянці через південні Альпи від Ніцци Сент-Огюстен до кордону з Італією, ця ділянка має 15 тунелів. Є обмеження швидкості 90 км/год в тунелях (70 км/год для великих транспортних засобів).

## Трафік
На дорозі інтенсивний рух цілий рік і особливо затори в липні та серпні (зокрема навколо Антіба і Ніцци). У результаті між Варом і Ніццою-Захід було прийнято схеми організації руху, подібні до тих, що існують на Періферіку в Парижі. На ділянці Ніцца-Ментон регулярно закривають автотрасу через каменепади на проїжджу частину. Ділянки, що перетинають гори Мор і Л'Естерель, піддаються ризику лісових пожеж влітку.

## Дати відкриття A8
- 1956: Створення Escota, компанії, яка відповідатиме за всі ділянки від Екс-ан-Провансу до італійського кордону.
- 1961: Відкриття платних ділянок від Фрежюса через Мандельє-ла-Напуль до Кань-сюр-Мер (виїзд 46).
- 1969: Відкриття платної ділянки від Рокбрюна до італійського кордону (спочатку лише одна проїжджа частина та для легких автомобілів). Потім, у 1970 році, обидві проїзні частини були відкриті).
- 1971–1974: Поетапне відкриття ділянок між Екс-ан-Провансом і Фрежюсом.
- 1976: Відкриття ділянки між Кань-сюр-Мер і Рокбрюн (частково лише одна проїзна частина — подвоєння деяких тунелів було завершено аж у 1988 році).